# Dolores Hidalgo
Dolores Hidalgo Cuna de la Independencia Nacional, è il suo nome completo, è uno dei 46 comuni dello stato di Guanajuato, si trova al centro dello stato e il suo territorio e ha un'estensione di 1.590 km², l'equivalente al 5,2% della superficie dello stato.
La città è stata inserita nel 2002 nel programma Pueblos Mágicos.

## Storia
La città è considerata la culla dell'Indipendenza Messicana, perché la sua parrocchiale fu testimone del famoso Grito de Dolores, la convocazione iniziale per prendere le armi contro la Corona spagnola fatta da padre Hidalgo nella mattinata del 16 settembre 1810.

## Economia
La popolazione è dedita principalmente alla coltivazione dell'uva e dell'avena.